# 접착제

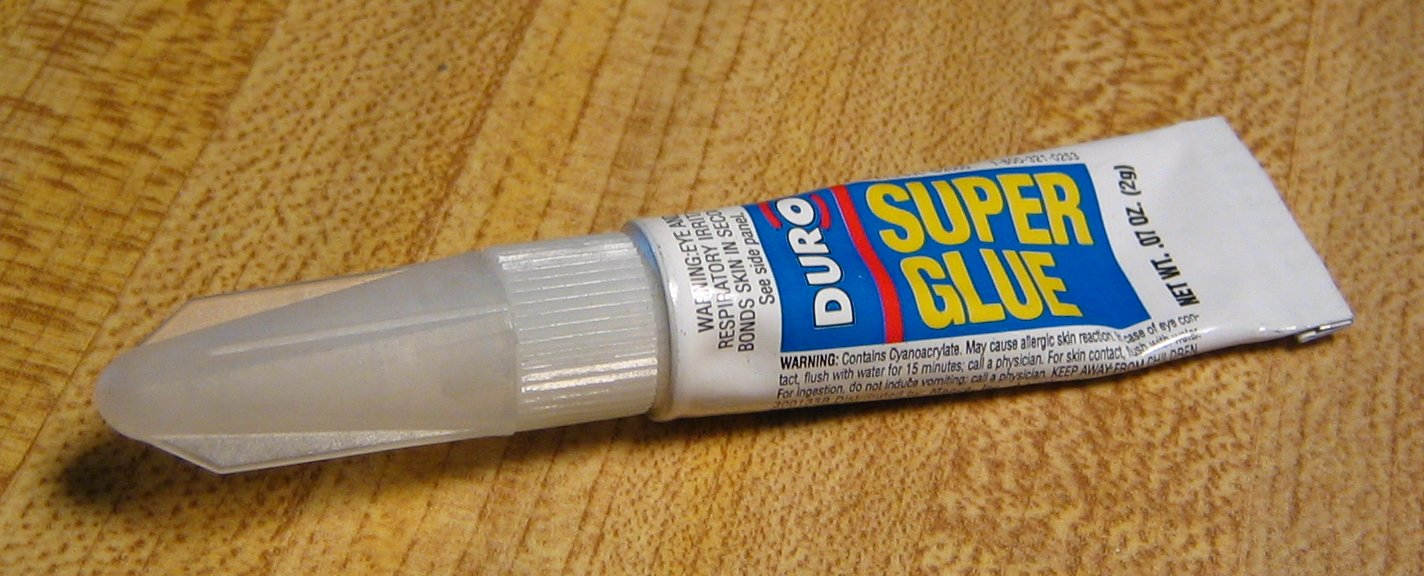
튜브형 순간접착제

접착제(接着劑, 영어: adhesive, glue, cement, mucilage, paste)는 물체와 물체를 접합하는 특수한 성질을 가진 고분자 물질이다. 접착제는 자연 상태에서 볼 수 있고 인공으로 제조할 수도 있다. 종류도 다양하여 가정에서 흔히 사용되는 풀을 비롯하여, 금속을 접합하는 접착제 및 수술 후의 절단된 부분을 봉합하지 않고 접착시키는 접착제에 이르기까지 여러 종류가 사용되고 있다.
접착제로서의 역할을 하려면, 첫째 접착하려고 하는 물체에 잘 밀착해야 하고, 둘째 접착 후 접착제 자신이 적당한 강도로 되어야 할 것 등의 성질이 필요하다. 물건과 물건을 접착시킬 때 서로 성질이 비슷한 것끼리 달라붙기 쉽다. 이것은 분자의 구조나 거기에서 유래하는 극성이 가까운 것은 분자와 분자가 끌어당기는 힘이 크기 때문에 접착하기 쉬운 까닭이다. 종이나 나무를 접착하기 위해 옛날부터 조리가 된 쌀알을 으깨어 풀을 만들어서 사용하고 있는데, 이것은 나무와 종이·쌀의 성분이 모두 셀룰로스 전분이라고 하는 동종의 화합물이기 때문에 접착이 가능한 것이다. 오늘날에는 접착제로서 여러 가지 고분자물질을 처리하여 용도에 알맞게 제조되고 있다. 그 중에서 가장 대표적인 것이 고무풀이다. 이것은 천연고무를 롤러로 곱게 갈아 고무의 분자사슬을 적당히 절단한 후, 약간 산화시켜 벤젠이나 톨루엔 등의 용제에 녹인 것이다. 말할 것도 없이 천연고무를 붙이는 접착제로서 사용되고 있다. 이 밖에 고무 계통의 공업용 접착제로서는 네오프렌 등의 합성고무를 사용하여, 여기에 수지나 충전재를 가해 균일하게 용제에 녹인 것이 흔히 사용되고 있다. 또 목재나 천 등의 접착에는 초산비닐이나 요소수지를 주체로 한 접착제가 사용되고 있다.

## 역사
접착제같은 물질을 인간이 최초로 이용한 일은 약 200,000년 전으로, 이탈리아 중앙부에서 발견되었다. 문학에서 접착제를 처음으로 언급한 것은 기원전 약 2,000년이다.

## 반응성 접착제
전분풀이나 고무풀과 같이 이미 고분자로 되어 있는 것을 용제에 녹여 접착제로 사용할 경우에는 접착력이 강하기는 하나 접착제로 건조한 후에 피접착물보다 강도가 약하고 접착제 자신이 갈라져 버리기 때문에 좋지 않다. 따라서 접착제와 피접착물이 화학적으로 결합하거나 또는 친화성을 가지며 상호 융합하여 일체로 되는 한편 접착제 자신도 반응하여 고분자화하고 또한 강도를 증강시키는 등의 성질을 가진 것이 접착제로서 이상적이다. 이와 같은 원인으로 접착제로서도 반응하는 고분자가 유용하다. 돌·도기 등의 접착에 사용되는 에폭시수지 접착제는 이와 같은 성질을 가진 것 중의 하나이다. 접착 전에 주체로 되는 에폭시수지에 가교제인 아민화합물을 혼합하고, 이것을 발라 접착시키면 수지가 반응하여 강한 접착력을 갖게 된다. 또 매우 강한 순간접착제로서 사용되는 시아노아크릴산계 접착제는 분자 내에 －C N, －COOR라고 하는 관능기를 갖는 반응성 고분자이다. 이 접착제는 소량의 물을 가하기만 하면 고분자 자신이 반응하여 중합되어 순간적으로 접착된다. 금속끼리의 접착이나 의료용으로도 사용되고 있다.

## 접착테이프
완전히 접착시키는 것이 아니고 일시적으로 접착해 두려고 할 때 점착테이프는 가장 편리하게 사용된다. 이것은 성질이 비슷한 것끼리 달라붙기 쉬우나 분자구조가 다른 것은 친화성이 없어 붙기 어렵다는 점을 이용한 것이다. 대표적인 점착테이프인 종이테이프는 종이의 한 면에 왁스를 바르고, 다른 면에는 기름에 녹인 천연고무를 바른 것인데, 왁스를 바른 면을 밖으로 하여 둥글게 말아서 상품으로 시판되고 있다. 이렇게 해 두면 고무를 바른 접착면은 왁스를 바른 면과는 친화성이 없기 때문에 사용시에 쉽게 떼어 내어 사용할 수가 있다. 접착제로서는 천연고무 외에 가소제·충전제 등을 넣은 것이나 폴리비닐부티랄이라고 하는 접착제와 비슷한 것들이 사용되고 있다. 셀로판테이프도 종이테이프와 마찬가지로 셀로판의 얇은 테이프의 한 면에 천연고무나 합성고무 등의 접착제를 바르고, 다른 면에는 접착제와 친화성이 없는 물질을 발라 둥글게 만 것이다.

## 접착되지 않는 물질
여러 가지 접착 목적에 따라 다종다양한 접착제가 만들어지고 있는데 현재도 아직 충분히 접착되지 않은 것이 몇 종류 있다. 폴리에틸렌이나 폴리프로필렌이 바로 그것이다. 이들 플라스틱은 그 자신이 탄소나 수소만으로 되어 있어 다른 어떤 물질에 대해서도 친화성이 없다. 마치 천연의 납과 같은 것이다. 이와 같은 것들은 아직도 적당한 접착제가 만들어져 있지 않다. 현재 이와 같은 플라스틱을 접하는 데는 접착하는 부분을 가열하여 플라스틱 자신을 용융 접착하는 방법이 이용되고 있다.

## 같이 보기
- 딱풀
- 접착테이프